# Mednarodna matematična olimpijada
Mednarodna matematična olimpijada (kratica MMO) je mednarodno matematično tekmovanje, namenjeno srednješolcem z vsega sveta. Tekmovanje vsako leto organizira druga država. Ekipa vsake države lahko šteje do 6 članov. Tekmovanja se redno udeležuje tudi Slovenija, ki je tekmovanje gostila leta 2006. Prvo olimpijado so organizirali v Romuniji leta 1959 in je najstarejša od olimpijad v znanju.
Na 5. MMO v Wroclawu, Poljska, leta 1963 je prvič sodelovala tudi Jugoslavija in to zelo uspešno: Franc Dacar je dosegel 1. nagrado, Peter Petek pa 2. nagrado. Jugoslavija je še dvakrat organizirala tekmovanje: 9. MMO leta 1967 na Cetinju 1967 in 19. MMO leta 1977 v Beogradu.
Slovenije se udeležuje tekmovanja od leta 1993, leta 2006 pa je organizirala olimpijado.

## Uspehi slovenske olimpijske ekipe na MMO*
Slovenija na MMO redno dosega medalje, največkrat bronaste, včasih pa tudi srebrne. Prvo zlato medaljo za Slovenijo je na olimpijadi leta 2020 (prireditev na daljavo) osvojil Luka Horjak s I. gimnazije v Celju, ki se je uvrstil na 22. mesto od 616 tekmovalcev.
V zadnjem času so srebrne medalje za Slovenijo dosegli:
- Leta 2020 (na daljavo) Lovro Drofenik, I. gimnazija v Celju
- Leta 2019 (Združeno kraljestvo) Luka Horjak, I. gimnazija v Celju, Marko Čmrlec, Gimnazija Bežigrad
- Leta 2018 (Romunija) Luka Horjak, I. gimnazija v Celju
- Leta 2006 (Slovenija) Matjaž Berčič, Gimnazija Škofja Loka
- Leta 2005 (Mehika) Gašper Zadnik, Gimnazija Vič
- Leta 2000 (Južna Koreja) Irena Majcen Gimnazija Bežigrad
- Leta 1980 (Luksemburg) Leon Matoh, Gimnazija Novo mesto
- Leta 1977 (Jugoslavija) Gorazd Cvetič, Gimnazija Miloša Zidanška Maribor

* (podatki morda niso popolni)

## Prizorišča Mednarodne matematične olimpijade
- 42. MMO je bila v Washingtonu, ZDA leta 2001.
- 43. MMO je bila v Glasgowu, Združeno kraljestvo leta 2002.
- 44. MMO je bila v Tokiju, Japonska leta 2003.
- 45. MMO je bila v Atenah, Grčija leta 2004.
- 46. MMO je bila v Meridi, Mehika leta 2005.
- 47. MMO je bila v Sloveniji leta 2006 (6.-18. julij).
- 48. MMO je bila v Vietnamu leta 2007.
- 49. MMO je bila v Španiji leta 2008.
- 50. MMO je bila v Bremnu, Nemčija leta 2009.
- 51. MMO je bila v Kazahstanu leta 2010.
- 52. MMO je bila na Nizozemskem leta 2011.
- 53. MMO je bila v Argentini leta 2012.
- 54. MMO je bila v Kolumbiji leta 2013.
- 55. MMO je bila v Južnoafriški republiki leta 2014.
- 56. MMO je bila na Tajskem leta 2015.
- 57. MMO je bila v Hong Kongu leta 2016.
- 58. MMO je bila v Braziliji leta 2017.
- 59. MMO je bila v Romuniji leta 2018.
- 60. MMO je bila v Združenem kraljestvu leta 2019.
- 61. MMO je bila na daljavo (v organizaciji Rusije) leta 2020.